# Calidroides schaffneri
Calidroides schaffneri är en insektsart som beskrevs av Schwartz 2005. Calidroides schaffneri ingår i släktet Calidroides och familjen ängsskinnbaggar. Inga underarter finns listade i Catalogue of Life.